# Icare (court métrage)
Pour les articles homonymes, voir Icare (homonymie).
Pour plus de détails, voir Fiche technique et Distribution.
Icare est un court métrage franco-belge réalisé par Nicolas Boucart en 2017 et sorti l'année suivante dans les salles. Le film a la particularité d'être tourné presque intégralement sur l'île de Groix en Bretagne.
Produit par la société Hélicotronc en Belgique et Offshore en France, le film est sélectionné dans une vingtaine de festivals. En 2018, il gagne le Grand Prix national au Brussels Short Film Festival qui le rend éligible pour les Oscars 2019 et fera partie des dix courts métrages shortlistés en decembre 2018. Il est nommé aux Magritte du Cinema 2019 dans la catégorie Meilleur court métrage de fiction. Il gagne également le prix de la meilleure photographie au British Independent Film festival, meilleur court métrage au Nashville Film Festival.

## Synopsis
Sur une minuscule île couronnée de falaises abruptes se dresse, face à la mer, une seule et unique maison. Obsédé par le rêve que l'homme puisse un jour voler à l’égal de l’oiseau, un inventeur expérimente ses machines sur ce morceau de terre abandonné. Pour cet homme, seule une âme pure, légère, naïve est capable d’un tel exploit. Recruté du continent, Joseph, onze ans, semble être le parfait candidat.

## Fiche technique
- Titre original : Icare
- Réalisation et scénario : Nicolas Boucart
- Photographie : Hichame Alaouié
- Montage : Matyas Veress, Ewin Ryckaert
- Musique : Manuel Roland
- Décors : Alina Santos
- Costumes et machines : Ronald Beurms
- Producteur : Anthony Rey, Fabrice Préel-Cléach
- Pays d'origine : Belgique
- Langue : français
- Durée : 27 minutes
- Date de sortie : 2017

## Distribution
- Maxime Bessonov : Joseph
- Philippe Rebbot : Léonard
- Albert Chassagne : Salaï

## Distinctions

### Récompenses
- Magritte 2019 :
  - Magritte du meilleur court métrage de fiction.

### Sélections
- Brno : International Short Film Festival 2018
- Grenoble : Festival du film court en plein air 2018
- Aesthetica Short Film Festival (UK) 2018
- International Short Film Festival Psarokokalo
- Alpinale Short Film Festival (Autriche) 2018
- Badalone : Filmets 2018
- In The Palace (Bulgarie) 2018
- Cracovie : Krakow Film Festival 2018
- Huesca International Film Festival 2018
- Festival des Films de l'Ouest 2018
- Courts en Betton 2018
- British Independant Film festival 2018
- Paris : Le court en dit long 2018
- Bruxelles : Brussels Short Film Festival 2018
- Nashville Film Festival 2018
- Festival Regards au Saguenay 2018
- Festival international du film de Cleveland 2018
- Newport Beach Festival 2018
- Festival du film insulaire de Groix 2017[9]
- Festival international du film francophone de Namur 2017